# Список нагород і номінацій Волта Діснея на премію «Оскар»

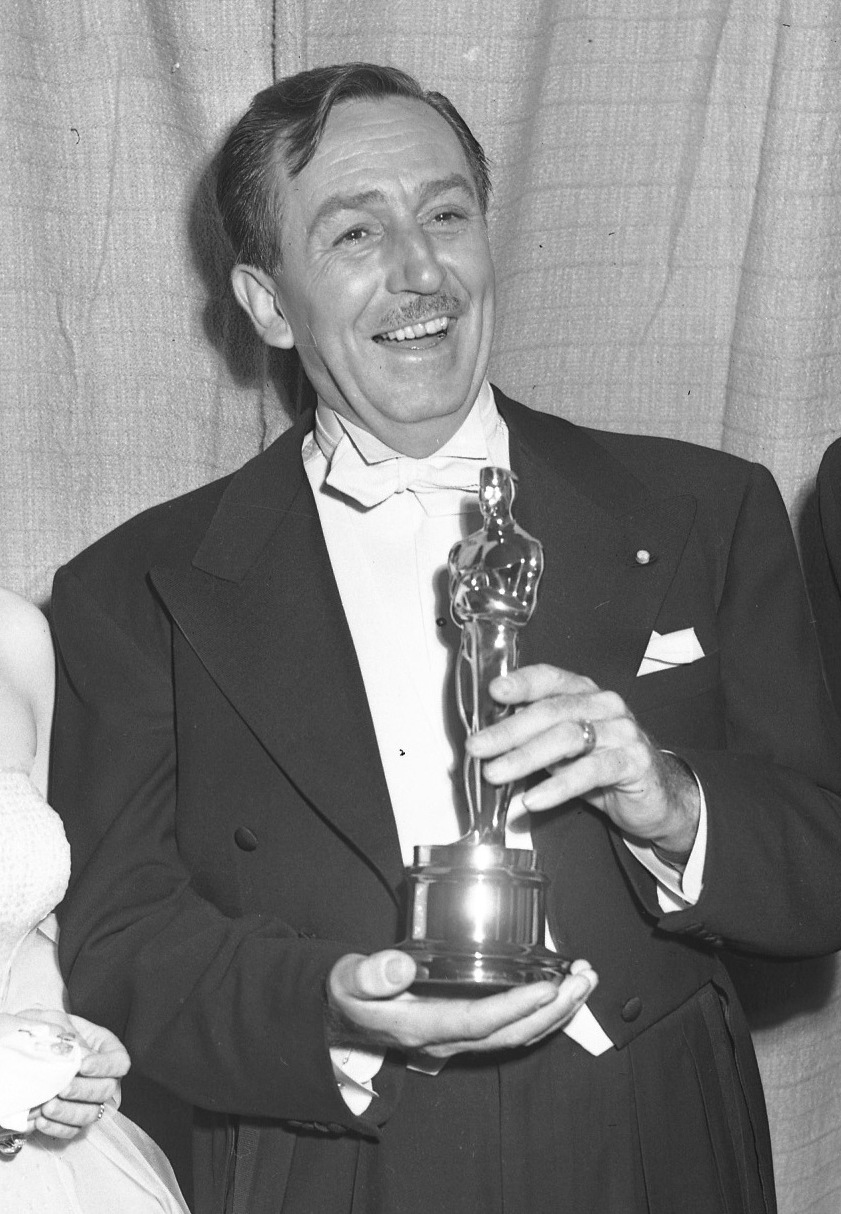
Волт Дісней отримує «Оскар» за найкращий ігровий короткометражний фільм «Водяні птахи», 1953 рік

Протягом своєї кар'єри американський мультиплікатор, кінопродюсер і засновник компанії The Walt Disney Company Волт Дісней (1901—1966) загалом здобув 26 премій «Оскар», 22 з яких на конкурсній основі, та був номінований на нагороду 59 разів. Донині йому належить рекорд особи, яка отримала найбільшу кількість нагород і найбільшу кількість номінацій в історії премії.
Свій перший «Оскар» на конкурсній основі («Найкращий анімаційний короткометражний фільм» за «Квіти і дерева») і Спеціальну нагороду за видатні заслуги в кінематографі (за створення персонажа Мікі Маус) Дісней отримав на п'ятій церемонії вручення премії (1932). На наступних семи церемоніях поспіль картини, спродюсовані ним, перемагали в категорії «Найкращий анімаційний короткометражний фільм».
Згодом Дісней отримав ще три Спеціальні нагороди від Академії: одну 1939 року і дві 1942 року. На 26-й церемонії вручення премії «Оскар» (1954) праці Діснея виграли в усіх категоріях, у яких були номіновані: «Найкращий анімаційний короткометражний фільм», «Найкращий ігровий короткометражний фільм», «Найкращий документальний повнометражний фільм» та «Найкращий документальний короткометражний фільм». Свою останню нагороду продюсер отримав посмертно в 1969 році за мультфільм «Вінні-Пух і бурхливий день».

## «Оскар» на конкурсній основі

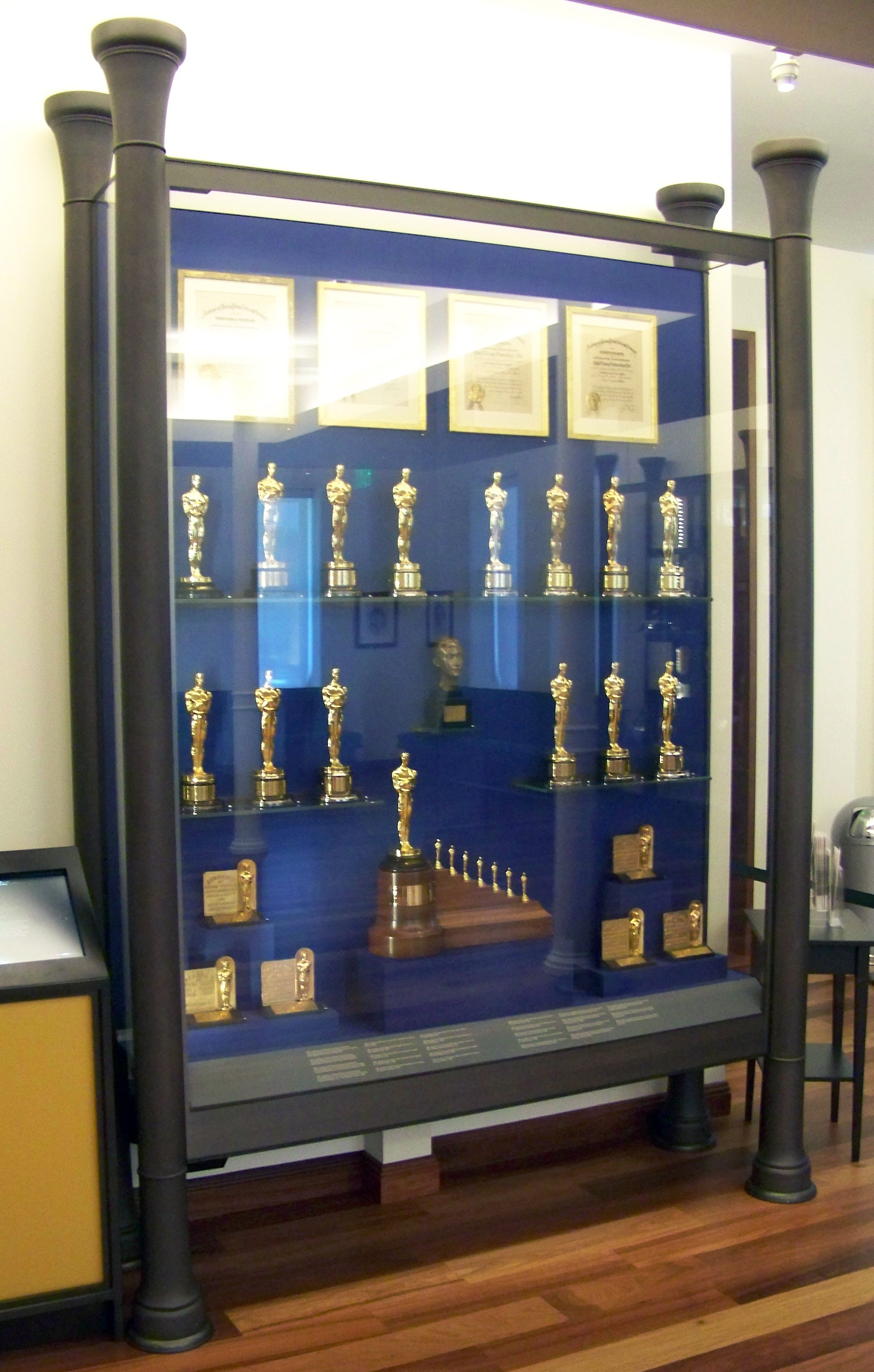
Вітрина з багатьма статуетками «Оскар», отриманих Діснеєм. Спеціальна нагорода за мультфільм «Білосніжка і семеро гномів» розташована внизу

| Рік          | Категорія                                       | Фільм                          | Результат            | Примітки      |
| ------------ | ----------------------------------------------- | ------------------------------ | -------------------- | ------------- |
| 1932 (5-та)  | Найкращий анімаційний короткометражний фільм    | «Квіти і дерева»               | Перемога             | [ 3 ] [ 4 ]   |
| 1932 (5-та)  | Найкращий анімаційний короткометражний фільм    | «Мікі Маус і сироти»           | Номінація            | [ 3 ]         |
| 1933 (6-та)  | Найкращий анімаційний короткометражний фільм    | «Три поросятка»                | Перемога             | [ 5 ]         |
| 1933 (6-та)  | Найкращий анімаційний короткометражний фільм    | «Мікі Маус на будівництві»     | Номінація            | [ 5 ]         |
| 1934 (7-ма)  | Найкращий анімаційний короткометражний фільм    | «Черепаха та заєць»            | Перемога             | [ 6 ]         |
| 1935 (8-ма)  | Найкращий анімаційний короткометражний фільм    | «Три кошенята-сироти»          | Перемога             | [ 7 ]         |
| 1935 (8-ма)  | Найкращий анімаційний короткометражний фільм    | «Хто вбив півня Робіна?»       | Номінація            | [ 7 ]         |
| 1936 (9-та)  | Найкращий анімаційний короткометражний фільм    | «Сільський кузен»              | Перемога             | [ 8 ]         |
| 1937 (10-та) | Найкращий анімаційний короткометражний фільм    | «Старий млин»                  | Перемога             | [ 9 ]         |
| 1938 (11-та) | Найкращий анімаційний короткометражний фільм    | «Бик Фердинанд»                | Перемога             | [ 10 ]        |
| 1938 (11-та) | Найкращий анімаційний короткометражний фільм    | «Хоробрий кравчик»             | Номінація            | [ 10 ]        |
| 1938 (11-та) | Найкращий анімаційний короткометражний фільм    | «Хороші скаути»                | Номінація            | [ 10 ]        |
| 1938 (11-та) | Найкращий анімаційний короткометражний фільм    | «Мама Гуска їде в Голлівуд»    | Номінація            | [ 10 ]        |
| 1939 (12-та) | Найкращий анімаційний короткометражний фільм    | «Гидке каченя»                 | Перемога             | [ 11 ]        |
| 1939 (12-та) | Найкращий анімаційний короткометражний фільм    | «Покажчик»                     | Номінація            | [ 11 ]        |
| 1941 (14-та) | Найкращий анімаційний короткометражний фільм    | «Позичте лапу»                 | Перемога             | [ 12 ]        |
| 1941 (14-та) | Найкращий анімаційний короткометражний фільм    | «Прогульник Дональд»           | Номінація            | [ 12 ]        |
| 1942 (15-та) | Найкращий анімаційний короткометражний фільм    | «Обличчя Фюрера»               | Перемога             | [ 13 ]        |
| 1942 (15-та) | Найкращий документальний повнометражний фільм   | «Зерно, що побудувало півкулю» | Номінація            | [ 13 ]        |
| 1942 (15-та) | Найкращий документальний повнометражний фільм   | «Новий дух»                    | Номінація            | [ 13 ]        |
| 1943 (16-та) | Найкращий анімаційний короткометражний фільм    | «Розум і емоція»               | Номінація            | [ 14 ]        |
| 1944 (17-та) | Найкращий анімаційний короткометражний фільм    | «Як грати у футбол»            | Номінація            | [ 15 ]        |
| 1945 (18-та) | Найкращий анімаційний короткометражний фільм    | «Злочин Дональда»              | Номінація            | [ 16 ]        |
| 1946 (19-та) | Найкращий анімаційний короткометражний фільм    | «Права сквотера»               | Номінація            | [ 17 ]        |
| 1947 (20-та) | Найкращий анімаційний короткометражний фільм    | «Чіп і Дейл»                   | Номінація            | [ 18 ]        |
| 1947 (20-та) | Найкращий анімаційний короткометражний фільм    | «Синя записка Плуто»           | Номінація            | [ 18 ]        |
| 1948 (21-ша) | Найкращий ігровий короткометражний фільм        | «Тюленячий острів»             | Перемога             | [ 19 ] [ 20 ] |
| 1948 (21-ша) | Найкращий анімаційний короткометражний фільм    | «Мікі та тюлень»               | Номінація            | [ 20 ]        |
| 1948 (21-ша) | Найкращий анімаційний короткометражний фільм    | «Чай на двохсот»               | Номінація            | [ 20 ]        |
| 1949 (22-га) | Найкращий анімаційний короткометражний фільм    | «Майстри іграшок»              | Номінація            | [ 21 ]        |
| 1950 (23-тя) | Найкращий ігровий короткометражний фільм        | «У бобровій долині»            | Перемога             | [ 22 ]        |
| 1951 (24-та) | Найкращий ігровий короткометражний фільм        | «Півакра природи»              | Перемога             | [ 23 ]        |
| 1951 (24-та) | Найкращий анімаційний короткометражний фільм    | «Ламберт, сором'язливий лев»   | Номінація            | [ 23 ]        |
| 1952 (25-та) | Найкращий ігровий короткометражний фільм        | «Водяні птахи»                 | Перемога             | [ 24 ]        |
| 1953 (26-та) | Найкращий документальний повнометражний фільм   | «Жива пустеля»                 | Перемога             | [ 25 ] [ 19 ] |
| 1953 (26-та) | Найкращий документальний короткометражний фільм | «Аляскинський ескімос»         | Перемога             | [ 25 ] [ 19 ] |
| 1953 (26-та) | Найкращий анімаційний короткометражний фільм    | «Гудіння, свист, дзвін і гул»  | Перемога             | [ 25 ] [ 19 ] |
| 1953 (26-та) | Найкращий анімаційний короткометражний фільм    | «Міцний ведмідь»               | Номінація            | [ 25 ] [ 19 ] |
| 1953 (26-та) | Найкращий ігровий короткометражний фільм        | «Ведмежа країна»               | Перемога             | [ 25 ] [ 19 ] |
| 1953 (26-та) | Найкращий ігровий короткометражний фільм        | «Бен і я»                      | Номінація            | [ 25 ] [ 19 ] |
| 1954 (27-ма) | Найкращий документальний короткометражний фільм | «Зникаюча прерія»              | Перемога             | [ 26 ]        |
| 1954 (27-ма) | Найкращий анімаційний короткометражний фільм    | «Свині — це свині»             | Номінація            | [ 26 ]        |
| 1954 (27-ма) | Найкращий ігровий короткометражний фільм        | «Сіам»                         | Номінація            | [ 26 ]        |
| 1955 (28-ма) | Найкращий документальний короткометражний фільм | «Чоловіки проти Арктики»       | Перемога             | [ 27 ]        |
| 1955 (28-ма) | Найкращий анімаційний короткометражний фільм    | «Без полювання»                | Номінація            | [ 27 ]        |
| 1955 (28-ма) | Найкращий ігровий короткометражний фільм        | «Швейцарія»                    | Номінація            | [ 27 ]        |
| 1956 (29-та) | Найкращий ігровий короткометражний фільм        | «Самоа»                        | Номінація            | [ 28 ]        |
| 1957 (30-та) | Найкращий анімаційний короткометражний фільм    | «Правда про маму гуску»        | Номінація            | [ 29 ]        |
| 1958 (31-ша) | Найкращий ігровий короткометражний фільм        | «Великий каньйон»              | Перемога             | [ 30 ]        |
| 1958 (31-ша) | Найкращий анімаційний короткометражний фільм    | «Пол Баньян»                   | Номінація            | [ 30 ]        |
| 1959 (32-га) | Найкращий документальний короткометражний фільм | «Дональд у «Матемагії»»        | Номінація            | [ 31 ]        |
| 1959 (32-га) | Найкращий анімаційний короткометражний фільм    | «Ноїв ковчег»                  | Номінація            | [ 31 ]        |
| 1959 (32-га) | Найкращий ігровий короткометражний фільм        | «Таємниці глибин»              | Номінація            | [ 31 ]        |
| 1960 (33-тя) | Найкращий анімаційний короткометражний фільм    | «Голіаф 2»                     | Номінація            | [ 32 ]        |
| 1960 (33-тя) | Найкращий ігровий короткометражний фільм        | «Острови моря»                 | Номінація            | [ 32 ]        |
| 1961 (34-та) | Найкращий анімаційний короткометражний фільм    | «Акваманія»                    | Номінація            | [ 33 ]        |
| 1962 (35-та) | Найкращий анімаційний короткометражний фільм    | «Симпозіум популярних пісень»  | Номінація            | [ 34 ]        |
| 1964 (37-ма) | Найкращий фільм                                 | «Мері Поппінс»                 | Номінація            | [ 19 ] [ 35 ] |
| 1968 (41-ша) | Найкращий анімаційний короткометражний фільм    | «Вінні-Пух і бурхливий день»   | Перемога (посмертно) | [ 36 ]        |

## Спеціальні нагороди премії «Оскар»
|  | За мультфільм «Білосніжка і семеро гномів», визнаний видатним новаторством в області кіно, яке зачарувало мільйони та започаткувало нове, велике направлення в мультиплікації. Оригінальний текст (англ.) For Snow White and the Seven Dwarfs recognized as a significant screen innovation which has charmed millions and pioneered a great new entertainment field for the motion picture cartoon. |

|  | За видатний внесок у розвиток використання звуку в кінофільмах через мультфільм «Фантазія». Оригінальний текст (англ.) For their outstanding contribution to the advancement of the use of sound in motion pictures through the production of Fantasia. |

## Нотатки
1. ↑  Окрім року отримання нагороди, також вказується номер церемонії вручення премії «Оскар».
2. ↑  Усі нагороди та номінації премії «Оскар» Дісней отримав як продюсер.